# Prosopocera tenuis
Prosopocera tenuis là một loài bọ cánh cứng trong họ Cerambycidae.